# Клуб Гролье
Клуб Гролье (англ. Grolier Club) — джентльменский клуб и сообщество библиофилов в Нью-Йорке, существующее с 1884 года. Старейшее общество библиофилов в Северной Америке; заявленная цель клуба — способствовать развитию искусства книгоиздания и иллюстрирования, поощрение и стимулирование реформы этих искусств. Сообщество тесно связано с аналогичными клубами США и Европы, регулярно проводит выставки, публикует исследования собственных членов клуба. Существует программа публичных лекций и тематических выставок для пропаганды книгоиздания, клуб обычно проводит их четырежды в год. Президент Клуба с 2018 года — Брюс Дж. Кроуфорд, общее число членов — около 800, преимущественно из США.

## История
Клуб Гролье был основан в 1884 году девятью бизнесменами и издателями, был назван в честь виконта Жана Гролье, покровителя Альда Мануция. Идейным вдохновителем клуба был Роберт Хоэ — племянник изобретателя ротационной машины. При клубе была обустроена научная библиотека, специализированная на искусстве книгопечатания, библиографии и библиофилии, её фонд составляет около 100 000 томов. Клуб также содержит обширную коллекцию книжных и аукционных каталогов Северной Америки и Европы (60 000 единиц хранения), печатных и рукописных, начиная с XVII века; в его собраниях хранятся архивы известных библиофилов — в частности, сэра Томаса Филлипса, а также библиофильских обществ. В числе членов клуба был президент Франклин Делано Рузвельт, а также погибший в катастрофе на «Титанике» Гарри Элкинс, в честь которого названа библиотека Гарвардского университета, построенная на его средства.
Ныне занимаемое клубом здание в Верхнем Ист-Сайде было сооружено в 1917 году. Шестиэтажная постройка содержит помещения для библиотеки, выставочный и конференц-зал, а также несколько помещений с тематическими коллекциями, в том числе отдельный зал для сохранения архива Т. Филлипса.